# Вбивство Душана Йовановича
Душан Йованович — чотирнадцятирічний ромський хлопець із Белграда, Сербія, якого вбили члени руху скінхедів.

## Дитинство
Душан Йованович народився 1 серпня 1983 року в Белграді. Він жив зі своєю матір'ю Міліцею, батьком Александром і сестрою Душкою на вулиці Белград № 35. Навчався у VIII-2 класі ЗОШ Владислава Рібнікара. Колишні однокласники пам'ятають його як тихого й лагідного хлопчика, хорошого друга, який підписувався як «Dux» і любив музику та пісню «Đurđevdan». У дитинстві Душан і Душка були нерозлучні, а оскільки Душка була вагітна, у 1997 році Душан з нетерпінням чекав, що стане дядьком, і хотів, щоб дитину, якщо б вона була дівчинкою, назвали Крістіною.
За свідченнями родини, у суботу, 18 жовтня 1997 року, Душан був зі своїм дідусем у Мірієво, ловили рибу та грали в баскетбол і шахи. Повернувшись додому, близько дев'ятої години вечора, Душан попросив у батька дозволу піти в магазин на Белградській вулиці № 33, купити кока-колу, а потім з картоплею фрі подивитися по телевізору американський кетч-реслінг. У той час Душан боявся скінхедів, які збиралися біля магазинів біля його будинку, на юридичному факультеті та на перехресті вулиць Белграда та Негошева, і уникав зустрічі з ними.

## Убивство
Період, що передував вбивству Душана Йовановича, був позначений насильством, нетерпимістю та ненавистю до тих, хто відрізнявся від інших через колір шкіри, національність чи релігію. Лише в 1997 році в Сербії було зафіксовано кілька випадків насильства проти двірників ромського походження.
18 жовтня 1997 року члени руху скінхедів зіткнулися з Душаном перед магазином, спочатку вимагаючи грошей. Потім вони повалили його на землю і почали бити ногами та черевиками на очах у перехожих. Один з них відірвав шматок водостоку, і вони били його ним, поки не зламали йому шию. За повідомленнями медіа того часу, четверо скінхедів втекли в напрямку площі Славії, а нерухоме тіло Душана виявили дві дівчини, які зайшли в аптеку і викликали поліцію. Оскільки Душан не повернувся додому навіть через 10-15 хвилин, його батько вийшов на пошуки і знайшов його бездиханне тіло.

## Вердикт
Тоді медіа повідомили, що після нетривалої погоні четверо неповнолітніх були заарештовані і поміщені під варту. Мілан Чуїч та Іштван Фендрік, молоді люди, старші за Душана лише на три роки, були звинувачені та засуджені за вбивство Душана Йовановича. Вони стверджували, що того дня перебували під впливом алкоголю, і що побиття було їхньою метою, оскільки вони вже робили подібні речі раніше. У 1998 році Окружний суд Белграда засудив їх до десяти років ув'язнення. Оскільки вони були неповнолітніми, їх відправили до Виправної колонії для неповнолітніх у Валєво. Їх мали звільнити 19 жовтня 2007 року. У зв'язку з амністією термін їхнього ув'язнення був скорочений на 18 місяців, а спеціальним рішенням Окружного суду Белграда термін ув'язнення був ще більше скорочений. Іштван Фендрік був умовно звільнений 1 квітня 2004 року, а Мілан Чуїч — 30 квітня.

## Наслідки
Через півроку після вбивства Душана сім'я переїхала з Белградської вулиці у Славії. Спочатку вони поїхали до Марінкової Бари, де провели наступні півтора року, а потім до Орловського Населення в Мірієво. Через три роки після вбивства Душана народилася Крістіна, сестра Душана і Душки, якій дали ім'я, що подобалося Душану. Мати Душана Міліца кілька разів намагалася покінчити життя самогубством, що вона врешті-решт і зробила у 2015 році. Батько Александр помер наступного року після кількох інфарктів та інсультів, а також ампутації обох ніг. На момент вбивства Душана Душка була вагітною. Вона народила сина, названого на честь брата, і переїхала до Швеції у 2002 році. Після смерті батьків Душка стала опікункою Крістіни і привезла її до Швеції.

## Вшанування пам'яті
До сьогодні в Белграді немає офіційного меморіалу Душану Йовановичу, хлопчику, який загинув на ґрунті ненависті та расизму. На місці його вбивства є дві меморіальні дошки: одна встановлена його батьками, а інша — Союзом ромів Сербії у 2007 році, яку відкрив Борис Тадич, на той час президент Сербії. Щороку родина Душана разом з активістами та представниками неурядових організацій вшановує пам'ять про його вбивство. Роковини також відзначають представники деяких політичних партій та місцевої влади.
У 2022 році за підтримки A 11 — Ініціативи за соціальні та економічні права Душка Йованович ініціював пропозицію назвати парк у Славії, неофіційно відомий як Мітічева рупа, іменем Душана Йовановича. Ініціативу підтримали колишні однокласники Душана з початкової школи Владислава Рибнікара та Уповноважений із захисту рівності. Того року 18 жовтня у парку встановили символічну табличку з іменем Душана. Через рік Комісія з питань пам'ятників і назв площ і вулиць міста Белграда ще офіційно не ухвалила рішення щодо ініціативи. Медіа повідомляли, що на ділянці, де розташований парк, є невирішені майнові питання, оскільки частина її належить чеській компанії з нерухомості. У новій пропозиції від вересня 2023 року ініціатори вказали, що пропозиція стосується частини парку, яка є державною власністю. Ініціативу назвати парк на честь Душана Йовановича підтримав міністр з прав людини та меншин і соціального діалогу Томіслав Жігманов у публічній дискусії, організованій з нагоди 26-ї річниці вбивства Душана. Після цього міністр поклав квіти перед будинком, де жив Душан.
Щороку на честь Душана Йовановича в Мірієво проводиться меморіальний футбольний турнір, який традиційно підтримує муніципалітет Звездара. Напередодні 26-ї річниці вбивства у 2023 році в Мірієво намалювали мурал із зображенням Душана та словами «Ми пам'ятаємо Душана! (1.8.1983 — 18.10.1997.)».